# マイケル・ストーバーグ
マイケル・ストーバーグ（Michael Stolberg、1992年3月27日 - ）は、オーストラリア出身のラグビーユニオン選手。「ストーバーク」と表記されることもあるが、本人曰く「ストーバーグ」が正しいとのこと。ジャパンラグビーリーグワンの東芝ブレイブルーパス東京に所属している。

## 来歴
オーストラリア出身。アングリカン・チャーチ・グラマースクール（高校）卒。
2014年、ニュージーランドのノースランドに所属。
2016年、近鉄ライナーズ(現・花園近鉄ライナーズ)に加入。同年8月26日に行われたジャパンラグビートップリーグ第1節のサントリーサンゴリアス戦に途中出場で日本での公式戦初出場を果たした。
2019年12月、日本のサンウルブズに追加召集され、スーパーラグビーに出場。
2020年7月、オーストラリアのレベルズに加入し、スーパーラグビーAUに出場。
2021年、リコーブラックラムズ東京に加入。2025年5月、退団。
2025年8月、東芝ブレイブルーパス東京に加入。